# Phaonia similata
Phaonia similata är en tvåvingeart som först beskrevs av Albquerque 1957.  Phaonia similata ingår i släktet Phaonia och familjen husflugor. Inga underarter finns listade i Catalogue of Life.